# 윌리엄 엘긴 스윈튼
윌리엄 엘긴 스윈튼(William Elgin Swinton, 1900년 9월 30일 커콜디 출생 – 1994년 6월 12일 토론토 사망)는 스코틀랜드의 고생물학자였다.

## 생애
윌리엄 스윈튼은 파이프 (의회 구역)의 커콜디에서 사무직 윌리엄 윌슨 스윈튼과 레이첼 카길의 아들로 태어났다. 그에게는 여동생 메리 한 명만 있었다. 그는 던디와 글레날몬드 칼리지에서 중등 교육을 받았다. 1917년부터 그는 글래스고 대학교에서 과학을 공부하여 1922년에 이학사 학위를 받았다. 1920년, 그는 스피츠베르겐섬 탐험에 참여했다. 1922년부터 1924년까지 그는 런던의 영국 박물관 (자연사) 지질학 부서에서 조수로 일했다. 그 후 스윈튼은 화석 양서류, 파충류, 조류의 학예사로 임명되었다. 1933년, 그는 글래스고 대학교에서 첫 박사 학위(Ph.D.)를 받았다.
1932년에 그는 에딘버러 왕립학회의 펠로우로 선출되었다. 그를 추천한 사람들은 더글러스 알렉산더 앨런, 로버트 캠벨, 허버트 해럴드 리드 및 토마스 매튜 핀레이였다.
그는 1937년에 영국 왕립 해군에 입대하여 제2차 세계 대전 내내 해군 정보부에서 복무했으며, 최종적으로 중령 계급에 도달했다. 1950년대 후반 그는 에베레스트산 등반 탐험에 참여했지만 정상에 도달하는 데 실패했다. 그는 1959년에 소련 과학 아카데미로부터 다윈 메달을 받았다. 2년 후, 그는 토론토에서 직책을 맡기 위해 캐나다로 이민했다.

## 영국 박물관 (자연사)에서의 경력
박물관에서 스윈튼은 수많은 박물관 가이드와 책을 쓰는 일을 담당했다. 후자의 책들은 주로 고생물학에 관한 대중적인 작품들이었다. 그의 가장 유명한 작품 중 하나는 1934년의 "더 다이노소어스(The Dinosaurs)"였다. 이 책들은 여러 언어로 번역되어, 그가 20세기 중반 공룡에 대한 대중의 인식을 형성하는 데 큰 영향을 미쳤다. 그러나 공룡의 해부학, 생태학, 분류학에 대한 그의 아이디어는 1930년대에도 이미 구식이었고, 그의 진화 개념은 다윈주의의 일식 기간 동안 형성되었다. 이 문제들은 책들이 수십 년 동안 재인쇄되면서 더욱 악화되었다.

## 캐나다에서의 경력
스윈튼은 1961년에 영국 박물관 (자연사)을 떠나 캐나다 토론토 대학교의 동물학 교수직을 수락했다. 그는 이 직책과 로열 온타리오 박물관 생물학과 국장직을 겸임했으며, 곧 캐나다 왕립학회의 펠로우로 임명되었다. 1963년, 그는 로열 온타리오 박물관의 총감독이 되었다. 그의 지휘 아래 박물관은 대중의 방문객 수와 과학적 명성 모두에서 성장했다. 1979년까지 그의 마지막 임용은 킹스턴 (온타리오주)의 퀸스 대학교 (캐나다)에서 특별 교수였다.
그는 1994년에 93세의 나이로 토론토에서 사망했다. 스윈튼은 결혼하지 않았고 자녀도 없었다.

## 출판물
- Monsters of Primeval Days (1931)
- The Dinosaurs: a short history of a great group of extinct reptiles (1934)[6]
- A Guide to the Fossil Birds (1934)
- The Science of Living Things (1935)
- The Corridor of Life (1948)
- The Wonderful World of Prehistoric Animals (1952)
- Fossil Amphibians and Reptiles (1954; 1958)
- Fossil Birds (1958; 1965; British Museum (Natural History) Publication)- illustrated by Maurice Wilson
- The Story of Prehistoric Animals (1961)- illustrated by Maurice Wilson
- Digging for Dinosaurs (1962)
- Dinosaurs (1962; 1964; 1967; 1969; 1974; British Museum (Natural History) Publication)- illustrated by 니브 파커
- Dinosaurs of Canada (1965)
- Giants: Past and Present (1966)
- The Dinosaurs (1970)- illustrated by 니브 파커

## 문헌
- 앨런 채리그 (1994) "Obituary: Professor William Swinton", The Independent 1994년 6월 28일. 2013년 11월 15일 접속.
- R. Cocks, "William Elgin Swinton, 1900–1994", Museums Journal, 94 (Aug 1994), 42.
- Chris McGowan & Anita McConnell, "Swinton, William Elgin (1900–1994)", Oxford Dictionary of National Biography, Oxford University Press, 2004. 2013년 11월 15일 접속.
- Wolfgang Saxon (1994). "W. E. Swinton, 93; Dinosaur Authority Wrote Textbooks", New York Times 1994년 6월 17일. 2013년 11월 15일 접속.